# Сомарива (Палермо)
Сомарива је насеље у Италији у округу Палермо, региону Сицилија.
Према процени из 2011. у насељу је живело 92 становника. Насеље се налази на надморској висини од 95 м.